# بيدوا
بَيْدَوَا (بالصومالية: Baydhabo)‏ هي مدينة في وسط جنوب الصومال، تبعد 256كم عن الطريق الشمالي الغربي للعاصمة مقديشو. وهي ثالث أكبر مدن الصومال، والرابعة أهميةً بعد كيسمايو. ويقدر عدد سكانها أكثر من 800 ألف. تحتل مركزا استراتيجيا هاما بالنسبة لقربها من الحدود المشتركة مع الحبشة وكينيا.

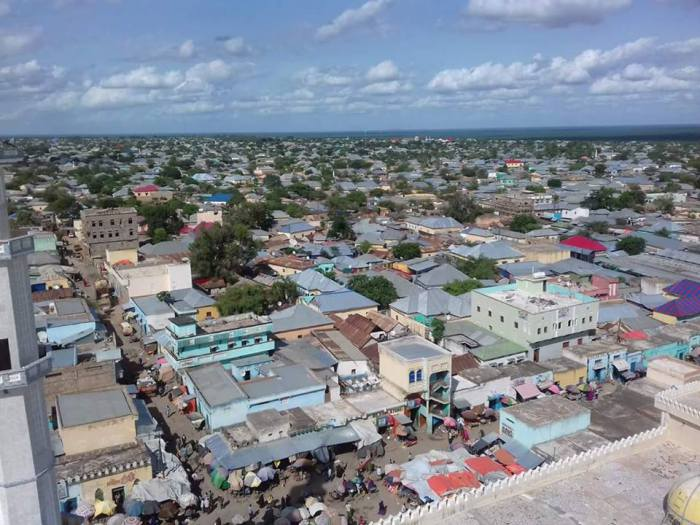
صورة لمدينة بيدوا كاملة 2016

يطلق عليها اسم هبة العيون، نسبة للعيون التي تنبع منها المياه العذبة. ووجود المياه العذبة في بيدوا عامل مهم في جمالها، وبها الكثير من الأملاح الجيرية، ولهذا يفضل عليها ثم ترشيحها ولكن أهل المدينة يشربونها بحالتها الطبيعية.

## الجغرافيا
تقع المدينة فوق ربوة صخرية، وترتفع عن سطح البحر بحوالي 500 متر، ومناخها معتدل، وهواؤها جاف خال من الرطوبة التي تملأ معظم المدن الصومالية، ولجفاف هوائها واعتدال مناخها يقصدها الصوماليون للاستشفاء.

## الزراعة والصناعة
تحيط بالمدينة البساتين الخضراء المملوءة بأشجار الباباي والليمون والقصب والموز والتين الشوكي وخلايا النحل، التي تمتلئ بالعسل الأبيض. كل أراضي المنطقة صالحة للزراعة وبها كثير من المناظر الطبيعية الخلابة التي تأسر النفس وتملؤها روعة وجمالا، حيث تنمو الأشجار فوق الصخور. يزرع فيها الذرة الصومالي الرفيع (مسجُ) بكميات كبيرة لأنه ثروة عظيمة للأهالي، ويعتمد على مياه الأمطار، كما يستخرج من أخشاب المنطقة الفحم بكميات غزيرة تصدر إلى مقديشو ويعيش عليها كثير من سكان تلك المنطقة الذين يشتغلون بالرعي.

## أقسام المدينة
تنقسم مدينة بيدوا إلى قسمين كبيرين كل منهما يختلف عن الآخر تمام الاختلاف:

### القسم الشعبي
وهو كبير، ويسكنه أفراد الشعب على اختلاف طبقاتهم وأعمالهم، ومعظم بيوته من الأكواخ المبنية من الطين والأعشاب، وكل كوخ عبارة عن حجرة مستديرة القاعدة لها سقف هرمي يمنع وقوف الأمطار عليها.في هذا القسم مسجدان كبيران مبنيان بالحجارة.

### القسم الآخر
أما القسم الآخر من المدينة فكل بيوته مبنية من الحجر على أحدث طراز في البناء كما أنها جميلة ومنسقة ونظيفة، وكل بيت فيها مستقل عن الآخر تحيط به البساتين.

### الأحياء
مدينة بيدوا تتكون من أربعة أحياء:
Isha-
Horseed-
Berdaale-
Howlwadaag-

## التاريخ الحديث
مختلف فصائل المقاومة نضالت من أجل السيطرة على المدينة لاهمية الموقع الاستراتيجيى للمدنية. وشهدت المدينة توترات وتقاتل من فصائل الميليشيات المختلفة وتراكم ترساناتهما.

### 2006
أنشئت الحكومة الصومالية الانتقالية (التي جاءت مع الاحتلال الإثيوبي للصومال) مقر برلمان لها في بيدوة واختارت المدينة لتكون العاصمة المؤقتة للبلاد حتى يصلوا مع قوات الإثيوبية للعاصمة الاصلية للبلاد مقديشيو. وكانت الحكومة الاتحادية الانتقالية قادرة على عقد جلسات برلمانية من 275 عضوا في بيدوا في فبراير 2006، داخل مستودع الحبوب التي تم تحويلها مؤقتا لمقر البرلمان. وعلى الرغم من الأهمية الرمزية لهذه الخطوة، لم تكن هناك أي خطوات إضافية لإنشاء هيئات أو وكالات حكومية في المدينة، واختصر الامر على وجود الميليشيات التي تحمى الحكومة هناك.
في 20 يوليو 2006 أفيد من قبل هيئة الإذاعة البريطانية عبور أكثر من مئة مركبة عسكرية إثيوبية بما في ذلك ناقلات جند مدرعة من بلدة الحدودية دولو أودو إلى الصومال. ويأتي هذا في أعقاب تقارير تفيد ان قوات اتحاد المحاكم الإسلامية سيطرت على 60كم من مساحة بيدوة. وتقارير أخرى ذكرت أن القوات الإثيوبية كانت تتجول في شوارع المدينة بزيها العسكري ومع ذلك، نفت الحكومة الإثيوبية التي ادخلت قواتها إلى الصومال.
وفى 24 نوفمبر، حسبما ذكرت اسوشيتد برس، وصل المئات من القوات الإثيوبية إلى بيدوة لحماية الحكومة الصومالية المؤقتة ضد قوات المحاكم الإسلامية.
ويوم 24 ديسمبر، استهدفت المقاومة الصومالية المدينة، كما استهدفتها قوات إثيوبية للسيطرة عليهاـ وذلك بسبب وقوعها في طريق الذي يوصل للعاصمة مقديشيو. وتعرضت البلدة لتدمير وقصف مستمر بسبب الضربات الجوية الإثيوبية.

### 2009
وفي 30 يناير 2009، استولت حركة الشباب على المدينة وفرضت سيطرة الكاملة عليها، مما أدى إلى طرد الحكومة الاتحادية الانتقالية.